# 地刷子
地刷子（学名：Lycopodium multispicatum）为石松科石松屬下的一个种。臺灣話稱為長蔓石松（Tn̂g-bān-tsio̍h-siông）。